# Urytalpa atriceps
Urytalpa atriceps is een muggensoort uit de familie van de Keroplatidae. De wetenschappelijke naam van de soort is voor het eerst geldig gepubliceerd in 1913 door Edwards.